# Nati nello spazio
Nati nello spazio (Star Ship o The Space-Born) è un romanzo fantascientifico del 1955 scritto da E. C. Tubb, tradotto in italiano per la prima volta nel 1957 col titolo Lungo viaggio nella notte.
Il romanzo apparve inizialmente a puntate nella rivista britannica di fantascienza New Worlds Science Fiction nel 1955 col titolo Star Ship e venne pubblicato in volume l'anno successivo col titolo The Space-Born. Si tratta di uno dei romanzi singoli più importanti di E. C. Tubb e - secondo la Science Fiction Encyclopedia - di una delle opere più interessanti sul tema dei cambiamenti sociali in un'astronave generazionale.
Il romanzo è stato tradotto in quattro lingue e da esso è stato tratto un film per la televisione francese nel 1962.

## Trama
Jay West è un agente della psicopolizia. La società in cui vive si trova nella sedicesima generazione attraverso il suo viaggio dalla Terra a Pollux, un pianeta sito a circa trecento anni di viaggio spaziale. Il suo lavoro consta nell'eliminare chiunque sia diventato un peso per la società, per cattiva salute, instabilità mentale o vecchiaia, per poter mantenere la purezza del gene umano. Un giorno gli viene affidato il compito di uccidere il padre di Susan, la donna che ama. Non eseguendo il compito, West viene braccato dai suoi, ormai, ex colleghi. Durante la fuga alla disperata ricerca di un nascondiglio incontra un gruppo di persone che lo portano indirettamente dal comandante della nave. Il comandante, preso atto della situazione e raggiunto il tempo previsto, decide di istruire Jay come nuovo comandante e comunica a tutto l'equipaggio della nave che il viaggio è giunto a termine.

## Opere derivate
Il romanzo è stato trasposto in un film per la televisione francese, trasmesso l'11 dicembre 1962 dalla Radiodiffusion-Télévision française (RTF), Le navire étoile diretto da Alain Boudet e sceneggiato da Michael Subrela.

## Edizioni
- Edwin C. Tubb, Nati nello spazio, Editrice Nord, maggio 1983.